# Chodzież (wzniesienie)
Chodzież – wzniesienie o wysokości 37,1 m n.p.m. na Wybrzeżu Słowińskim, położone w woj. pomorskim, w powiecie wejherowskim, w gminie Choczewo. 
Ok. 1,2 km na południowy zachód od Chodzieży znajduje się Latarnia Morska Stilo.
Nazwę Chodzież wprowadzono urzędowo w 1949 roku, zastępując poprzednią niemiecką nazwę Gendarmen-Berg.